# Franz Sondheimer
Franz Sondheimer (* 17. Mai 1926 in Stuttgart; † 11. Februar 1981 in Stanford (Kalifornien)) war ein britischer Chemiker deutscher Herkunft.

## Leben
Franz Sondheimer war ein Sohn von Max und Ida Sondheimer, sein Bruder Ernst Helmut Sondheimer wurde Mathematiker. Die Familie emigrierte 1937 vor der Verfolgung durch die Nationalsozialisten nach Großbritannien. Er studierte Chemie in London am Imperial College und wurde 1948 promoviert.
1948 arbeitete er bei Robert B. Woodward an der Harvard University. 1952 übernahm er die zuvor von Carl Djerassi innegehabte Stelle bei der Fa. Syntex. 1956 wurde er ans israelische Weizmann-Institut berufen. 1958 heiratete er Betty Jane Moss. 1963 kehrte er nach Großbritannien an die Universität Cambridge zurück, danach ging er 1967 ans Londoner University College.
Seine Forschungsgebiete waren die Synthese von Steroiden und von Annulenen. 1951 war er an der ersten Totalsynthese nicht-aromatischer Steroide durch Woodward beteiligt (unabhängig gelang dies um dieselbe Zeit der Gruppe von Robert Robinson in England). 1966 wurde er Mitglied der Leopoldina.
Zu seinen bekannten Studenten gehören Kyriacos Costa Nicolaou,  Raphael Mechoulam und Henry N.C. Wong.
Er starb 1981 während eines Sabbaticals an der Stanford University im Alter von 54 Jahren durch Suizid mit Cyanid.

## Auszeichnungen
- 1960 erhielt er den Israel-Preis.
- Von der Royal Society of Chemistry wurde er 1961 mit der Corday-Morgan-Medaille ausgezeichnet.
- Die Gesellschaft Deutscher Chemiker verlieh ihm die Adolf-von-Baeyer-Denkmünze.
- 1976 American Chemical Society Award for Creative Work in Synthetic Organic Chemistry